# Zelenin
Zelenin je priimek več oseb:
- Dimitrij Vadimovič Zelenin, ruski politik
- Dimitrij Kostantinovič Zelenin, ruski jezikoslovec in etnograf
- Pavel Vasiljevič Zelenin, sovjetski general